# Mohammed Suleiman (General)
Mohammed Suleiman (arabisch محمد سليمان, DMG Muḥammad Sulaimān; * 1958 oder 1959 in Driekesh bei Tartus; † 2. August 2008 in Al Rimal Al Zahabiyeh bei Tartus) war ein syrischer Brigadegeneral, der bei einem Attentat erschossen wurde. Im Jahre 2015, hat ein Dokument der  National Security Agency, geleaked von Edward Snowden, offenbart, dass die israelische Marineeinheit Shajetet 13 dahinter steckte. Suleiman wurde getötet, während er am Strand mit seiner Familie war.
Suleimann gehörte der Glaubensgemeinschaft der Alawiten an. Er galt als enger Vertrauter und Berater des Syrischen Präsidenten Baschar al-Assad. Vermutet wird, dass er die syrische Verbindungsperson zur Hisbollah war und in engem Kontakt zu Imad Mughniyya gestanden haben soll. Er soll zudem Hauptgesprächspartner der Internationalen Atomenergieorganisation gewesen sein.